# 坂合部内親王
坂合部内親王（さかいべないしんのう）は、志貴皇子の王女。光仁天皇の異母姉。長親王の子・文室大市（大市王）の妻との説がある。

## 生涯
薨伝によると、
とあるため、光仁天皇よりも年上であったことは確実である。
聖武朝の天平11年（739年）、无位から従四位下を授けられる。
光仁朝の宝亀元年（770年）11月、衣縫内親王・難波内親王・能登内親王・弥努摩内親王とともに内親王となり、四品を授けられる。
宝亀5年（774年）11月、光仁天皇は坂合部内親王の邸宅に行幸し、文室大市が従二位から正二位に昇叙し、内親王も三品を授けられている。このことから、文室大市が天皇に扈従し、坂合部内親王第へ出かけたのか、あるいは林睦朗の説によると、内親王が大市の妻であった可能性が問われている。翌日、大市の妾も外従五位下を授けられているため、大市が内親王宅で、妾を伴ない、奉仕したことは間違いない。
宝亀9年（778年）5月、薨去。壱志濃王が喪事を監護した。喪礼に用いるものはみな官から支給され、天皇はこのために朝を廃（や）めること（政務を休むこと）が3日間続いた、という。